# ما تقولش لحد (فلم)
ما تقولش لحد (بالعربية: لا تخبر أحدا) هو فيلم موسيقي رومانسي كوميدي مصري تم إنتاجه عام 1952، إخراج هنري بركات و بطولة فريد الأطرش وسامية جمال ونور الهدى.

## فريق العمل

### تمثيل
- فريد الأطرش
- سامية جمال
- نور الهدى
- استيفان روستي
- عبد السلام النابلسي
- عمر الحريري
- عزيز عثمان

### الفريق الفني
- إخراج: هنري بركات
- تأليف:
  - أبو السعود الإبياري (قصة وحوار)
  - هنري بركات (سيناريو)
- إنتاج: أفلام فريد الأطرش

## أغاني الفيلم
من ألحان فريد الأطرش
| الأغنية         | المؤلف             | المغني                              |
| --------------- | ------------------ | ----------------------------------- |
| ما تقولش لحد    | مأمون الشناوي      | فريد، نور الهدى، إسماعيل عبد المعين |
| سافر مع السلامة | مأمون الشناوي      | فريد الأطرش                         |
| يا ساعة         | عبد العزيز سلام    | نور الهدى                           |
| ما لكش حق       | محمود فهمي إبراهيم | فريد، نور الهدى                     |
| قمر الزمان      | عبد العزيز سلام    | فريد، نور الهدى                     |

## روابط خارجية
- مقالات تستعمل روابط فنية بلا صلة مع ويكي بيانات